# The Forbidden Trail
The Forbidden Trail è un film muto del 1923 diretto da Robert North Bradbury e prodotto dalla Sunset Productions. Di genere western, aveva come interpreti Jack Hoxie, Evelyn Nelson, Frank Rice, William Berke, Joseph McDermott, Thomas G. Lingham, Steve Clemento, Marin Sais. Alcune fonti, attribuiscono la fotografia a Bert Longenecker, altre a Jack Brown.

## Trama
Jack Merriwell si reca nel West alla ricerca dell'omicida di suo padre. Nelle sue ricerche, incontra Isobel, la presunta figlia di un famigerato bandito, "Red Hawk" Dugan, che Jack scopre essere l'assassino del padre. Dopo una serie di scontri e di fughe, viene alla luce che Isobel non ha alcuna relazione con Dugan e quella scoperta rimuove ogni ostacolo che si poteva frapporre davanti all'amore dei due giovani.(da Motion Picture News Booking Guide, aprile 1923)

## Produzione
Il film fu prodotto dalla Sunset Productions.

## Distribuzione
Non esiste documentazione di copyright del film.
Distribuito dalla Aywon Film, il film uscì nelle sale statunitensi il 1º febbraio 1923. La Pioneer Film Agency lo distribuì nel Regno Unito il 1º febbraio 1926.
Il 26 gennaio 2010, è uscito in distribuzione da parte dell'Alpha Video il DVD del film masterizzato da una copia in 16 mm, con accompagnamento musicale tratto da preesistenti musiche da film.